# 庫勒納
庫勒納（穆麟德轉寫：kurene，？—1708年），瓜爾佳氏，滿洲人，清朝政治人物、清朝吏部尚書。
曾任戶部尚書。康熙三十一年二月庚子，接替蘇赫，擔任清朝吏部尚書，后解。由席爾達接任。